# Біокефір
Біокефір — це кисломолочний продукт (напій) у виробництві якого використовуються спеціальні заквасочні препарати прямого внесення, які складаються із термофільних і мезофільних молочнокислих лактококів (Streptococcus thermophilus, Lactococcus lactis subs. lactis, Lactococcus cremoris subs, cremoris), ацидофільних паличок (Lactobacillus acidophilus), біфідобактерій (Bifidobacterium bifidum). В результаті життєдіяльності у травній системі людини корисних пробіокультур (пробіотиків) зменшується активність патогенних (шкідливих) бактерій у кишечнику людини.
Пробіотики — це живі мікроорганізми які забезпечують корисну дію на організм споживача нормалізуючи мікрофлору травного тракту. До пробіотичних культур відносять різні види лакто і біфідо бактерій.

## Оздоровчий ефект пробіотичних культур
- Нормалізація шлунково-кишкового тракту людини
- Усунення дисбактеріозів
- Підвищення імунітету
- Зменшення негативної дії антибіотиків
- Зниження рівня холестерину у крові
- Зменшення ймовірності онкозахворювань
- Підвищення антистресових факторів

## Технологія виробництва біокефіру
Біокефір виготовляють резервуарним і термостатним способами.
При резервуарному способі виробництва прийняте молоко очищають, охолоджують до 4 ± 2 °C і направляють на резервування. Резервування більше 4 годин не рекомендується. При зберігання молока роблять контроль бактеріального обсіменіння за редуктазною пробою, якщо її показники за 3 — 4 години змінюються, молоко пастеризують при температурі 78 ± 2 °C з витримкою 15 — 20 секунд і охолоджують 4 ± 2 °C.
Молоко нормалізують у потоці або у ємностях. Нормалізовану суміш підігрівають, очищають на відцентрових молокоочищувачах, гомогенізують при температурі 75 ± 5 °C під тиском 10-20 МПа. Гомогенізовану суміш пастеризують при температурі
95 ± 1 °C з витримкою 5 хвилин або при температурі 85 ± 1 °C з витримкою 30 хвилин. Пастеризовану суміш охолоджують до температури заквашування 36 ± 1 °C.
Пастеризовану охолоджену суміш направляють у резервуари для кисломолочних продуктів, де її заквашують заквасочними препаратами прямого внесення, призначеними для виробництва біокефіру. Процес сквашування проходить при температурі 36 ± 1 °C протягом 10 — 12 годин. В кінці сквашування активна кислотність згустку має бути 4,5 — 4,4 (титрована кислотність 80 — 85 °Т). Після сквашування отриманий згусток охолоджують, перемішують, направляють на розлив. Фасований продукт направляють на зберігання в холодильну камеру, де він охолоджується до температури 4 ± 2 °C. Розфасований у герметичну упаковку і охолоджений до температури 4 ± 2 °C біокефір зберігається протягом 14 діб. Для продукту, розфасованого в скляну тару з алюмінієвими ковпачками, термін придатності до споживання — 7 діб.